# Jasmina Immayeva
Jasmina Bagautdinovna Immayeva (ur. 23 lipca 2001) – uzbecka zapaśniczka walcząca w stylu wolnym. Zajęła ósme miejsce na mistrzostwach świata w 2022 roku. 
Czternasta na igrzyskach azjatyckich w 2022. Wicemistrzyni Azji w 2021 i 2023; trzecia w 2022. Srebrna medalistka igrzysk solidarności islamskiej w 2021 roku.